# Adetus marmoratus
Adetus marmoratus är en skalbaggsart som beskrevs av Stefan von Breuning 1942. Adetus marmoratus ingår i släktet Adetus och familjen långhorningar. Inga underarter finns listade i Catalogue of Life.